# مهندسی نفت

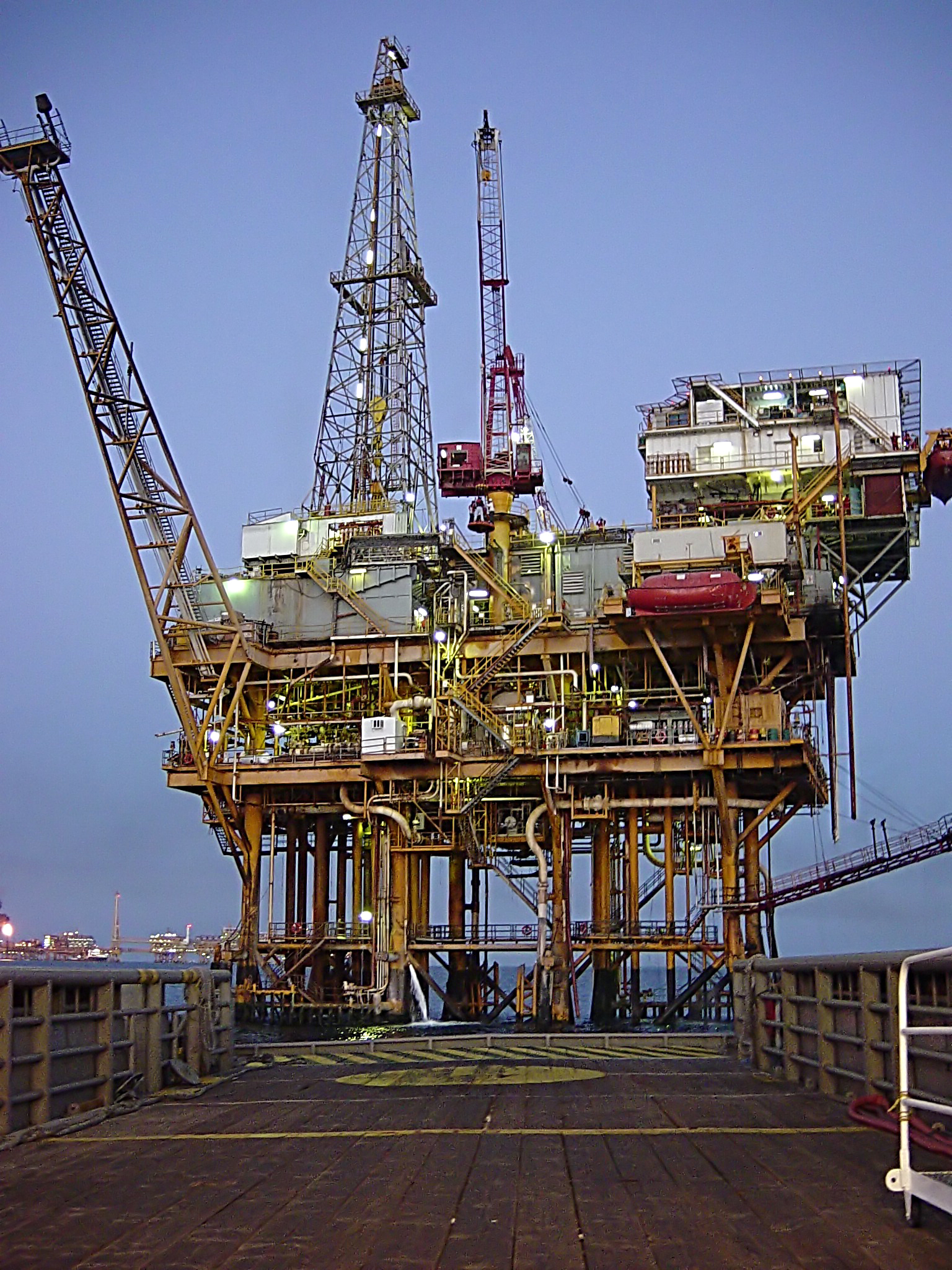
یک سکوی نفتی دریایی

مهندسی نفت (به انگلیسی: Petroleum engineering) رشته‌ای از مهندسی است که به فعالیت‌های مربوط به تولید هیدروکربن‌ها مربوط می‌شود که می‌تواند نفت خام یا گاز طبیعی باشد. اکتشاف و تولید در بخش بالادستی صنعت نفت و گاز قرار دارد.  اکتشاف، توسط دانشمندان زمین، و مهندسی نفت، دو رشته اصلی زیرسطحی صنعت نفت و گاز هستند که بر به حداکثر رساندن بازیابی اقتصادی هیدروکربن‌ها از مخازن زیرسطحی تمرکز دارند.  زمین شناسی نفت و ژئوفیزیک بر ارائه یک توصیف ایستا از سنگ مخزن هیدروکربنیخیلی تمرکز می کنند، در حالی که مهندسی نفت بر تخمین حجم قابل بازیافت این منبع با استفاده از درک دقیق رفتار فیزیکی نفت، آب و گاز در سنگ متخلخل در ارتفاع بسیار بالا تمرکز می کنند.
در سال‌های اخیر به‌دنبال تغییراتی که در رویکرد سرمایه‌ها به‌سوی منابع جدید انرژی صورت گرفته‌است و خاصیت فراوان برای صنایع گوناگون دارد، بسیاری از دانشگاه‌ها همچون استنفورد و دانشگاه کالیفرنیا این رشته را به مهندسی منابع انرژی تغییر نام داده‌اند؛ چرا که مباحث طرح‌شده در انرژی زمین‌گرمایی و سایر انرژی‌های نوین کماکان بسیار نزدیک به‌این رشته می‌باشد.مهندسین نفت در مورد اکتشاف دنبال راه هایی هستند که بیشترین میزان استخراج و کمترین میزان خطر و آلودگی برای محیط زیست را داشته باشد.

## بررسی اجمالی

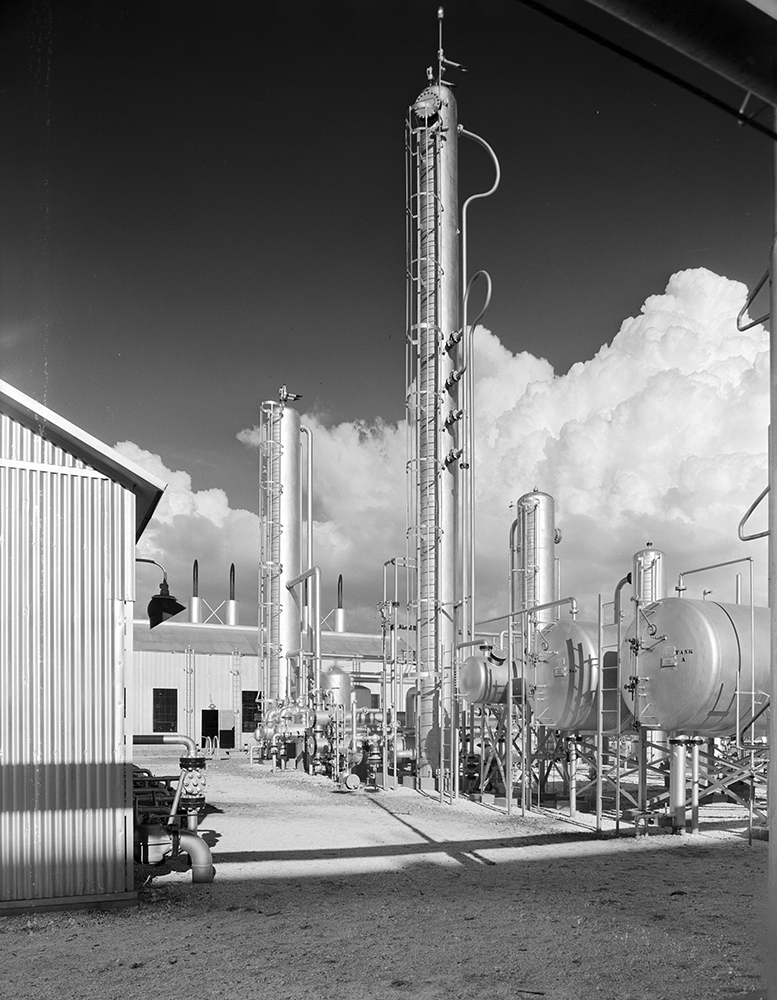
مهندسی نفت در سال ۱۹۴۰

این حرفه در سال 1914 در موسسه مهندسین معدن، متالورژی و نفت آمریکا (AIME) آغاز شد.  اولین مدرک مهندسی نفت در سال 1915 توسط دانشگاه پیتسبورگ اعطا شد.  از آن زمان، این حرفه برای حل موقعیت‌های دشوار به طور فزاینده‌ای تکامل یافته است.  بهبود در مدل‌سازی کامپیوتری، مواد و کاربرد آمار، تجزیه و تحلیل احتمال، و فناوری‌های جدید مانند حفاری افقی و افزایش بازیافت نفت، جعبه ابزار مهندسان نفت را در دهه‌های اخیر به شدت بهبود بخشیده است.  اتوماسیون، حسگرها و ربات ها برای سوق دادن صنعت به سمت کارایی و ایمنی بیشتر استفاده می شوند.
معمولاً شرایط آبهای ژرف، قطب شمال و بیابان درگیر هستند.  محیط‌های دمای بالا و فشار بالا (HTHP) به طور فزاینده‌ای در عملیات رایج شده‌اند و مهندس نفت را ملزم می‌کند تا در موضوعات گسترده‌ای مانند ترمو هیدرولیک، ژئومکانیک و سیستم‌های هوشمند باشد.
انجمن مهندسان نفت (SPE) بزرگترین انجمن حرفه ای برای مهندسان نفت است و اطلاعات فنی و منابع دیگر را برای حمایت از صنعت نفت و گاز منتشر می کند.  این آموزش آنلاین رایگان (وبینارها)، راهنمایی و دسترسی به SPE Connect، یک پلتفرم انحصاری برای اعضا برای بحث در مورد مسائل فنی، بهترین شیوه ها و موضوعات دیگر را فراهم می کند.  اعضای SPE همچنین می‌توانند به ابزار مدیریت شایستگی SPE دسترسی پیدا کنند تا نقاط قوت دانش و مهارت و فرصت‌های رشد را بیابند.  SPE مجلات، کتاب ها و مجلات با داوری را منتشر می کند.  اعضای SPE یک اشتراک رایگان در مجله فناوری نفت و تخفیف در سایر انتشارات SPE دریافت می کنند.  اعضای SPE همچنین تخفیف هایی در هزینه های ثبت نام برای رویدادها و دوره های آموزشی سازماندهی شده SPE دریافت می کنند.  SPE بورسیه تحصیلی و کمک هزینه تحصیلی را برای دانشجویان مقطع کارشناسی و کارشناسی ارشد ارائه می دهد.
با توجه به دفتر آمار کار وزارت کار ایالات متحده، مهندسان نفت ملزم به داشتن مدرک لیسانس در مهندسی هستند، به طور کلی مدرک با تمرکز بر مهندسی نفت ترجیح داده می شود، اما مدارک مهندسی مکانیک، شیمی و عمران نیز رضایت بخش است.  آموزش مهندسی نفت در بسیاری از دانشگاه ها در ایالات متحده و در سراسر جهان - به طور عمده در مناطق تولید نفت - در دسترس است.  US News & World Report فهرستی از بهترین برنامه های مهندسی نفت در مقطع کارشناسی را ارائه می دهد.  SPE و برخی از شرکت های خصوصی دوره های آموزشی ارائه می دهند.  برخی از شرکت های نفتی دارای کلاس های آموزشی داخلی قابل توجهی در زمینه مهندسی نفت هستند.

## گرایش‌های مهندسی نفت
مهندسی نفت به چندین گرایش تقسیم می‌شود. در زیر به معرفی این گرایش‌ها می‌پردازیم:
- مهندسی اکتشاف: این گرایش ارتباط نزدیکی با زمین‌شناسی دارد. در اولین مرحله کشف حوزه‌های نفتی انجام می‌گیرد. مهندسان اکتشاف با بکار بردن شیوه‌های مختلف (مانند لرزه‌نگاری) به احتمال وجود یا عدم وجود نفت پی می‌برند.
- مهندسی حفاری: عملیات حفاری با انتقال نیروی چرخشی به مته حفاری و تراش لایه های سنگی انجام می‌پذیرد. این فرایند معمولا تا اعماق چند کیلومتری زمین و لایه‌های پر فشار با دمای بالا ادامه می‌یابد. در این گرایش مکانیک سنگ و سیال از اهمیت ویژه‌ای برخوردار است.
- مهندسی مخازن: تمامی فرایندهای تحلیل، توسعه و ازدیاد برداشت از مخازن نفت و گاز توسط مهندسان مخازن صورت می‌پذیرد. در این گرایش خواص سنگ و سیال از اهمیت ویژه‌ای برخوردار است.
- مهندسی بهره‌برداری: فرایند انتقال نفت و گاز به سطح زمین بهره‌برداری نامیده می‌شود. وظایف مهندس بهره‌برداری، مشبک کاری، مهار تولید شن، کنترل جریان سیال، کنترل تجهیزات تولیدی، استفاده از روش‌های فرازآوری مانند تزریق گاز به چاه و پمپ‌های درون چاهی و همچنین استفاده از جداکننده های سطحی آب، نفت و گاز می‌باشد.

## گروه‌های مهندسی نفت در دانشگاه‌های دولتی ایران
- دانشکده مهندسی شیمی و نفت، دانشگاه صنعتی شریف، تهران
- انستیتو مهندسی نفت، دانشگاه تهران، تهران
- دانشکده مهندسی نفت، دانشگاه امیر کبیر، تهران
- دانشکدهٔ مهندسی شیمی، دانشگاه علم و صنعت ایران، تهران
- دانشکدۀ مهندسی شیمی، نفت و گاز، دانشگاه شیراز، شیراز
- دانشکدهٔ مهندسی شیمی، دانشگاه صنعتی اصفهان، اصفهان
- دانشکدۀ مهندسی نفت، دانشگاه صنعت نفت، اهواز
- دانشکدۀ مهندسی نفت، دانشگاه صنعت نفت، آبادان
- دانشکدۀ فنی و مهندسی، بخش نفت و گاز، دانشگاه شهید باهنر کرمان، کرمان
- دانشکدهٔ مهندسی شیمی، دانشگاه تربیت مدرس، تهران
- دانشکدۀ مهندسی نفت و گاز، دانشگاه صنعتی سهند، تبریز

دانشکده مهندسی شیمی و نفت، دانشگاه تبریز، تبریز
- دانشکدۀ فنی و مهندسی، دانشگاه گرمسار بایگانی‌شده  در ۱۵ مارس ۲۰۲۲ توسط Wayback Machine، گرمسار
- دانشکدۀ مهندسی شیمی، نفت و گاز،  دانشگاه سمنان، سمنان
- دانشکدۀ مهندسی معدن، نفت و ژئوفیزیک، دانشگاه صنعتی شاهرود، شاهرود
- دانشکدۀ نفت، گاز و پتروشیمی، دانشگاه خلیج فارس، بوشهر
- دانشکده فنی فومن، دانشگاه تهران، فومن
- دانشکدهٔ مهندسی، دانشگاه فردوسی، مشهد
- دانشکدهٔ نفت و پتروشیمی، دانشگاه رازی، کرمانشاه
- دانشکده مهندسی نفت و پتروشیمی، دانشگاه حکیم سبزواری، سبزوار